# Mount Kosciuszko
Mount Kosciuszko (do roku 1997 psána Mount Kosciusko, bez písmene Z) (2228 m n. m.) je nejvyšší horou pevninské části australského kontinentu i pevninské části státu Austrálie. Leží ve Sněžných horách (Snowy Mountains) ve státě Nový Jižní Wales u hranice s Victorií. Hora je součástí národního parku Kosciuszko, který má rozlohu 6 469 km².
Tradiční anglická výslovnost je /kɒziːˈʌskoʊ/, ale někdy se používá i výslovnost /kɒˈʃʊʃkoʊ/, což je velmi blízké polské výslovnosti [kɔɕˈt͡ɕuʂkɔ].

## Poloha
Hora Kosciuszko je částí velkého hřebene, který tvoří významné rozvodí a zároveň státní hranice Viktorie a Nového Jižního Walesu. Ta se nalézá v bezprostřední blízkosti hory. Mount Kosciuszko leží uprostřed pomyslné čáry mezi Sydney a Melbourne na jihovýchodě kontinentu (tj. 450 km na obě strany).

## Historie
Od roku 1997 se oficiálně Mount Kosciusko píše se „z“ (Mount Kosciuszko). Jako první na horu vystoupil polský geograf, cestovatel a badatel Paweł Edmund Strzelecki 15. března 1840. Vrchol dostal jméno podle polského generála a vůdce povstání z roku 1794 Tadeusze Kościuszka.

## Povodí
Hora Mount Kosciuszko je v povodí dvou řek. Západní, jižní, jihovýchodní, jihozápadní a severozápadní svah odvodňuje řeka Swampy Plains River, která pramení na jihovýchodním svahu. Je pravým přítokem řeky Murray. Severovýchodní svah hory a i polovinu severního odvodňuje řeka Snowy River, která ústí do Tasmanova moře poblíž města Marlo. 72 % rozlohy hory Mount Kosciuszko je v povodí řeky Murray a 28 % v povodí řeky Snowy River.

## Galerie

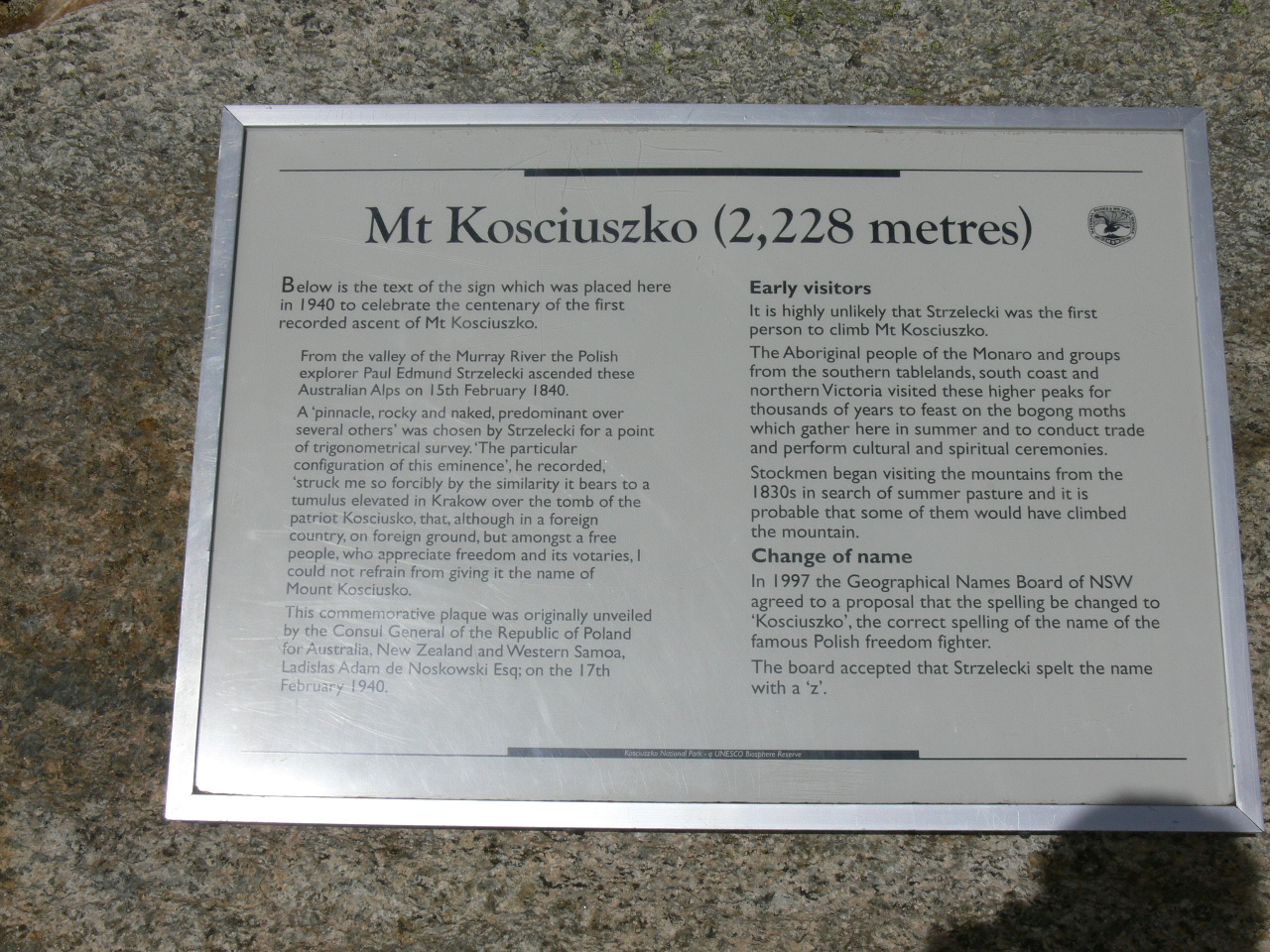
Informační deska na vrcholu hory
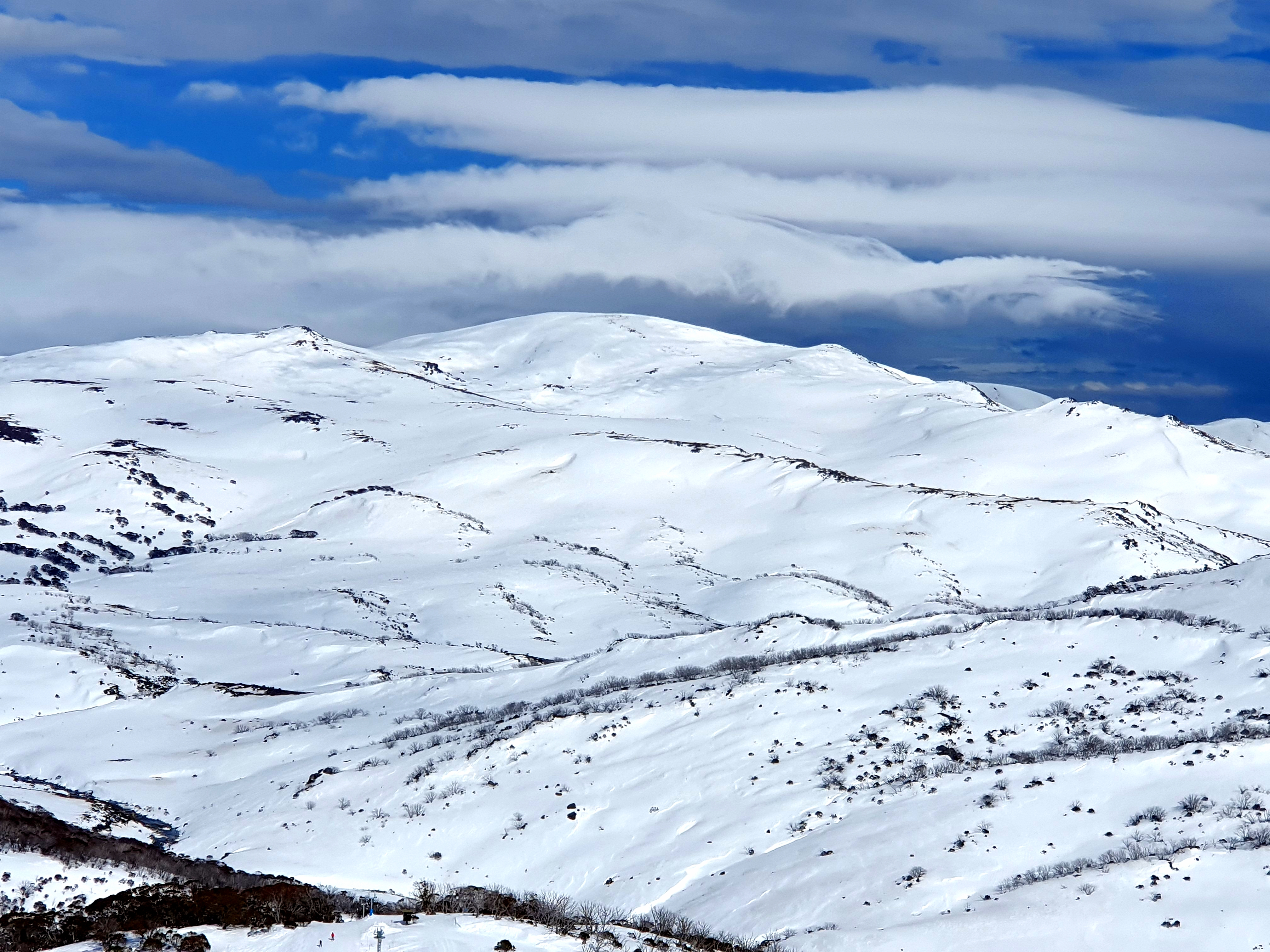
Pohled na Mount Kosciuszko z Guthega Peak
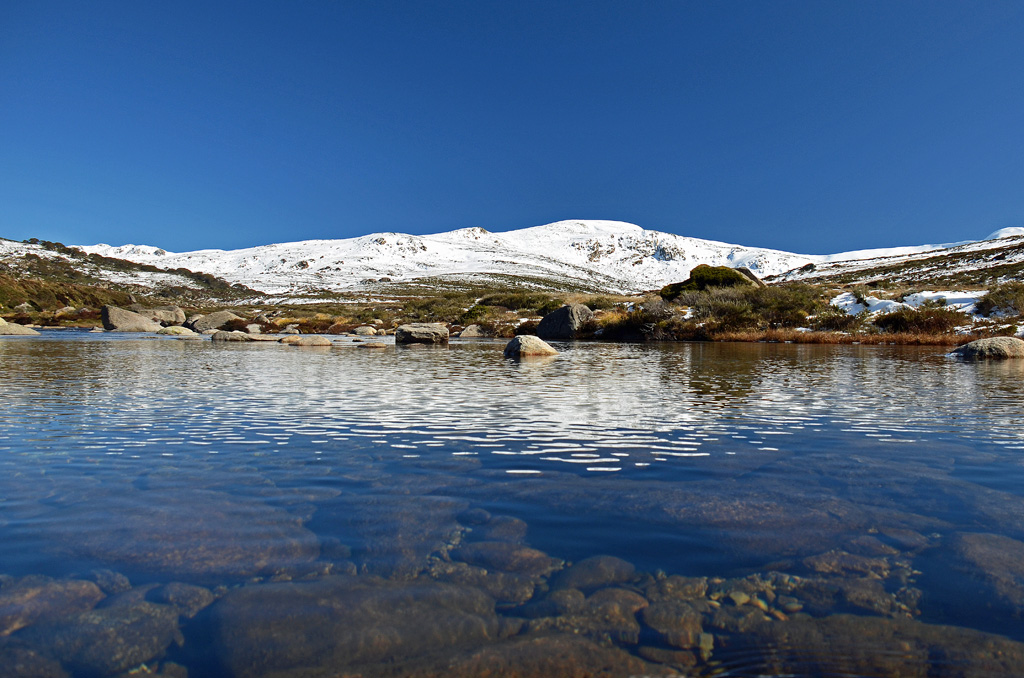
Pohled na Mount Kosciuszko od Snowy River (Sněžné řeky)
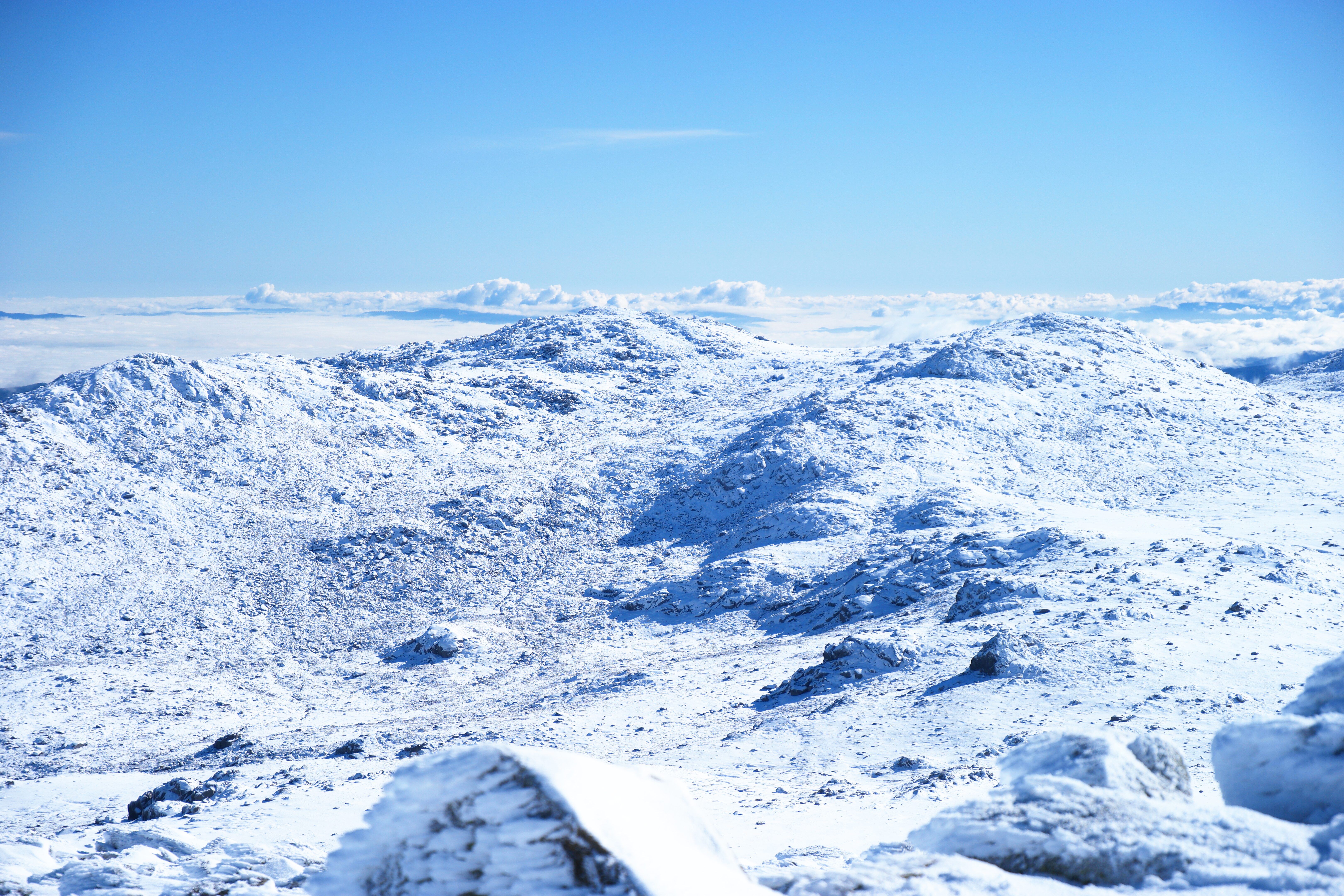
Národní park Kosciuszko z vrcholu hory